# 达尔马提亚军区
达尔马提亚军区（羅馬化：thema Dalmatias/Delmatias）是拜占庭位于东南欧亚得里亚海东海岸的一个军区，首府雅德拉（后来被称为札拉，即今日的扎達爾）。

## 起源
530年代查士丁尼一世派军西征，从東哥德人手中夺回了此地。7世纪阿瓦尔人和斯拉夫人的入侵摧毁了主要的城市，并占据了诸多腹地，拜占庭的控制局限在岛屿和几个新的沿海城市上，这些城市有着自治权，被称为达尔马提亚城邦，例如斯帕拉托和拉古萨，雅德拉（扎達爾）成为了当地的宗教和行政中心，由一名执政官管理。这些沿海城市成为了那些土生土长的达尔马提亚新拉丁人的避难所，这些人建立了最早的八个达尔马提亚城邦，即威克拉（Vecla，今克尔克）、克雷斯帕（Crespa，今茨雷斯）、阿尔巴（Arba，今拉布）、雅德拉（Jadera）、特拉古里（Tragurium，今特罗吉尔）、斯帕拉托（Spalatum）、拉古萨（Ragusium）和卡塔罗（Cattaro，今科托爾）。
在8、9世纪之交，达尔马提亚被查理曼夺取，《尼基弗鲁斯和约》签署后又在812年将其归还给拜占庭。此后该地是由拜占庭实际控制还是名义管辖尚不清楚，当地的拉丁城市似乎是实质独立的。尽管如此，在842/843年的《乌斯宾斯基职官志》中，还是提到了一位“达尔马提亚执政官”，此外一个“达尔马提亚将军”的印信也可追溯至9世纪上半叶，这或许表明了达尔马提亚军区的存在，至少其存在了一小段时间。

## 历史
传统上认为达尔马提亚建立为常规军区的时间是在巴西尔一世（867年至886年在位）在位早期，尼基塔斯·奥里法斯远征之后。
拜占庭、罗马教宗和法兰克人争夺达尔马提亚斯拉夫人的支持；公元878年，一位知名的拜占庭封臣克罗地亚的兹德斯拉夫在相关的一场权力争夺中，将别人废黜，又反遭他人废黜。随着加洛林帝国的衰落，法兰克人不再是亚得里亚海的主要势力之一，自总督彼得罗·特拉多尼科开始，威尼斯共和国成长为了达尔马提亚强权。
约923年，克罗地亚的托米斯拉夫、拜占庭皇帝以及两位教区牧首达成了一项交易，将拜占庭在达尔马提亚的城市转交给了新生的克罗地亚王国。这引发了之后一系列的军事行动，并导致了与保加利亚的战争。在此期间，拜占庭马其顿王朝的皇帝仍对达尔马提亚的城市有着不同程度的控制。教会内部则遭受着斯帕拉托和宁两个互为竞争对手的教区之间的内部冲突。威尼斯的海军力量受到了纳伦丁人和克罗地亚人的阻碍，一直到彼得罗二世于998年和1000年与克罗地亚和拜占庭安排了两次重要的王室联姻，成功介入此地才得以解决。在多梅尼科·康塔里尼时期，威尼斯重新占领了雅德拉。
达尔马提亚城邦还曾被佩塔尔·克雷希米尔四世统治，但是諾曼人的入侵加速了权力向威尼斯人一边平衡。1075年，诺曼的阿米科伯爵（Count Amico）应邀保护达尔马提亚的城市免受克罗地亚统治，自南意大利侵入克罗地亚。从4月后期到5月前期，他围攻阿尔贝岛近一个月，未能夺取该岛，但是据称他擒获了克罗地亚的国王（国王的母亲是威尼斯总督彼得罗·特拉多尼科的女儿）。为了换取自由，国王放弃了多座城市，包括克罗地亚王国的首都，以及札拉、斯帕拉托、特拉古里。接下来的两年里，威尼斯人赶走了诺曼人，并占领了达尔马提亚的城市。
达尔马提亚军区南部的城市拉古萨,是达尔马提亚主要城邦之一，但仍在拜占庭控制之下，该城的重要性不断增长，998年其教区被提升为总教区。
11世纪早期，拜占庭对八个达尔马提亚城邦的控制受到了塞维尔亚狄奥克里亚公国的争夺，后者的统治者约万·弗拉基米尔占领了接近都拉齐翁军区边界的巴尔，二十年后，斯特凡·沃伊斯拉夫重复了其壮举并发扬光大；1034年，巴尔教区被提升为总主教区，但是与狄奥菲洛斯·埃罗提科斯的战斗紧接而至。1054年東西教會大分裂后，斯特凡的儿子米哈伊洛获得了罗马教宗的支持，进一步削弱了拜占庭的影响力。
出了拉古萨和南部三分之一的达尔马提亚地区，拜占庭对其他部分的统治在1060年代开始崩溃。君士坦丁·伯丁承诺支持教宗烏爾巴諾二世，使得巴尔为总教区的状态在1089年得到了确认，导致拉古萨教区短暂降了级。到了11世纪末，匈牙利王国取代克罗地亚王国控制了达尔马提亚北部腹地。杜克里亚在很大程度上仍处于拜占庭控制之下，一系列的内部冲突削弱了其领袖。
在皇帝曼努埃尔一世时期，拜占庭的统治得以恢复，但在其死后又再次失去，转而被威尼斯统治。随着塞尔维亚尼曼雅王朝王朝的崛起，斯特凡·尼曼雅占据了达尔马提亚南部沿海；13世纪起，几乎所有达尔马提亚的岛屿和中北部沿海都被威尼斯完全掌控，成为了威尼斯的海洋领地 (威尼斯)，直至1797年。
1170年代，君士坦丁·杜卡斯曾担任达尔马提亚的“公爵（dukes）”。

### 脚注
1. 1 2 3 4  Kazhdan 1991，第578–579頁.
2. 1 2  Nesbitt & Oikonomides 1991，第46頁.
3. ↑  N. Klaić, I. Petricioli, Zadar u srednjem vijeku do 1409., Filozofski fakultet Zadar, 1976